# Sant Ravidas Nagar (distrikt)
Sant Ravidas Nagar (hindi: संत रविदास नगर ज़िला) er et distrikt i den indiske delstat Uttar Pradesh. Distriktets hovedstad er Gyanpur. 

## Demografi
Ved folketællingen i 2011 var der 1,554,203 indbyggere i distriktet, mod 1,353,705 i 2001. Den urbane befolkningen udgør 14,73 % af befolkningen.
Børn i alderen 0 til 6 år udgjorde 15,70 % i 2011 mod 20,21 % i 2001. Antallet af piger i den alder per tusinde drenge er 916 i 2011.